# Рейнсдорп, Иван Андреевич
Иван Андреевич (Иоганн Генрих) Рейнсдорп (дат. Johann Heinrich Reinsdorp; 1730—1782) — датчанин на русской службе, генерал-поручик. Участник Семилетней войны, комендант Кёнигсберга с мая 1761 по август 1762 года. Губернатор Оренбургской губернии в 1768—1781 годах.

## Биография
Из дворян, по вероисповеданию — лютеранин. На русской военной службе с 1 ноября 1746 года. В 1747 году получил чин поручика, в 1749 — капитана, в 1755 — секунд-майора. Принял участие в начавшейся в 1756 году Семилетней войне участвовал в битвах под Гросс-Егерсдорфом, Цорндорфом и Кунерсдорфом. В ходе войны получил несколько серьёзных ранений. В 1758 году получил чин подполковника, 14 апреля 1759 — полковника, 3 марта 1763 — генерал-майора. С 21 сентября 1768 года — губернатор Оренбургской губернии. 22 сентября 1768 года награждён орденом Святой Анны. В 1771 году произведён в генерал-поручики. Руководил подавлением Яицкого казачьего восстания 1772 года и обороной Оренбурга, осаждённого войском Пугачёва в 1773—1774 годах. Несмотря на пассивность действий вплоть до снятия осады бригадой генерала П. М. Голицына, 1 мая 1774 года Рейнсдорп был награждён орденом Святого Александра Невского. После подавления Пугачёвского восстания оставался на посту оренбургского губернатора до 16 февраля 1781 года. Умер в Оренбурге через год после отставки.

## В литературе
Личность Ивана Андреевича Рейнсдорпа послужила основой образа Андрея Карловича Р. (оренбургского губернатора) для А. С. Пушкина в романе «Капитанская дочка».
Упоминается в поэме С. А. Есенина «Пугачёв»:

Вдруг… три ночи назад… губернатор Рейнсдорп,

Как сорвавшийся лист,

Взлетел ко мне в камеру…

«Слушай, каторжник!

(Так он сказал.)

Лишь тебе одному поверю я.

Там в ковыльных просторах ревет гроза,

От которой дрожит вся империя,

Там какой-то пройдоха, мошенник и вор

Вздумал вздыбить Россию ордой грабителей,

И дворянские головы сечет топор -

Как березовые купола

В лесной обители.

Ты, конечно, сумеешь всадить в него нож?

(Так он сказал, так он сказал мне.)

Вот за эту услугу ты свободу найдешь

И в карманах зазвякает серебро, а не камни».
Генерал-поручик И. А. Рейнсдорп упоминается в детской исторической повести С. П. Алексеева «Жизнь и смерть Гришатки Соколова». Автор называет его немцем.